# Неравенство четырёхугольника
Неравенство четырёхугольника — неравенство, выполняющееся для любых четырёх точек метрического пространства, в котором справедливо неравенство треугольника. Его геометрический смысл заключается в том, что разность двух сторон четырёхугольника не превосходит суммы двух других сторон.

## Формулировка
Обозначим {\displaystyle \rho (x,y)} расстояние между точками метрического пространства {\displaystyle x} и {\displaystyle y}. Тогда
для любых четырёх точек метрического пространства {\displaystyle x,y,z,u} имеет место следующее неравенство: {\displaystyle \left|\rho (x,z)-\rho (y,u)\right|\leqslant \rho (x,y)+\rho (z,u)}.

## Доказательство
Рассмотрим неравенства, следующие из неравенства треугольника:
{\displaystyle \rho (x,z)\leqslant \rho (x,y)+\rho (y,u)+\rho (u,z)}
{\displaystyle \rho (y,u)\leqslant \rho (y,x)+\rho (x,z)+\rho (z,u)}
Вычтем из обеих частей первого неравенства {\displaystyle \rho (y,u)} и из обеих частей второго неравенства {\displaystyle \rho (x,z)}.

## Второе неравенство треугольника
При {\displaystyle z=u} неравенство четырёхугольника обращается во второе неравенство треугольника: {\displaystyle \left|\rho (x,z)-\rho (y,z)\right|\leqslant \rho (x,y)}

## Неравенства четырёхугольника в планиметрии
- Неравенство четырёхугольника — модуль разности любых двух сторон четырёхугольника не превосходит суммы двух других сторон: {\displaystyle \left|a-b\right|\leq c+d}.
- Эквивалентно: в любом четырёхугольнике (включая вырожденный) сумма длин трёх его сторон не меньше длины четвёртой стороны, то есть: {\displaystyle a\leq b+c+d}; {\displaystyle b\leq a+b+c}; {\displaystyle c\leq a+b+d}; {\displaystyle d\leq a+b+c}.